# Bruthi
Bruthi – polski herb szlachecki z indygenatu.

## Opis herbu
Opis zgodnie z klasycznymi regułami blazonowania:
W polu barwy niewiadomej (najpewniej czerwonym) orzeł srebrny, ukoronowany, z małą tarczą na piersiach, na której niewiadomy herb rodowy.

## Najwcześniejsze wzmianki
Zatwierdzony indygenatem 5 kwietnia 1590 roku dla posła do Turcji. Bartłomieja Bruthiego z Epiru. Orzeł jest udostojnieniem rodowego herbu i pochodzi z herbu Królestwa Polskiego.

## Herbowni
Bruthi.